# Antarctische prion
De Antarctische prion (Pachyptila desolata) is een vogel uit de familie van de stormvogels en pijlstormvogels (Procellariidae). Het is een zeevogel van het zuidelijk halfrond.

## Beschrijving
De Antarctische prion is 28 cm lang en heeft een spanwijdte van 17 tot 20 cm. Net als alle soorten prion is de Antarctische prion wit van onder en blauwgrijs van boven; over de vleugels en de rug loopt van punt naar punt een M-vormige zwarte streep en de vogel heeft een zwart oogstreep die duidelijk contrasteert witte wenkbrauwstreep. De snavel is 3,8 cm lang en aan de basis 1,3 tot 1,5 cm breed.

## Verspreiding en leefgebied
De Antarctische prion broedt op eilanden in het Sub-Antarctisch gebied zoals Zuid-Georgia, Kerguelen, Heard, Macquarie-eiland en de Aucklandeilanden. De vogels zwerven verder rond boven open zee in de hele Zuidelijke Oceaan tot op 35° ZB.

## Status
De Antarctische prion heeft een enorm groot verspreidingsgebied en daardoor alleen al is de kans op uitsterven uiterst gering. De grootte van de populatie wordt geschat op 50 miljoen individuen. Het aantal gaat echter achteruit maar het tempo van achteruitgang ligt onder de 30% in tien jaar (minder dan 3,5% per jaar). Om deze redenen staat deze prion als niet bedreigd op de Rode Lijst van de IUCN.